# Dr. Rijk Kramerschool
De Dr. Rijk Kramer school is een basisschool aan de rand van de Jordaan in Amsterdam-West en genoemd naar Rijk Kramer. De school heeft twee locaties: Nassaukade 124 en Van Oldenbarneveldtstraat 42. De gebouwen zijn in respectievelijk 1989 en 2010 in gebruik genomen.
De school begon eind 19e eeuw als School no. 2 met de huisarts Rijk Kramer in het bestuur.
In 2008 werd de uitbreiding van deze 'witte' school, eerst op het Van Oldenbarneveldtplein, later in de Van Oldenbarneveldtstraat, aangewezen als de oorzaak waarom een ouderinitiatief om een andere school in de buurt 'witter' te maken stokte.
In 2011 kreeg de ontwerper van de nieuwe dependance, Kodde Architecten, de Arie Kepplerprijs van de Stichting Welstandszorg Noord-Holland in de categorie cultuurhistorisch erfgoed. "Volgens de jury leiden restauratie en renovatie tot een mooi contrast." Het witte, neo-classicistische schoolgebouw uit 1883 met pilasters en kapitelen op de voorgevel valt op tussen de donkere bakstenen gebouwen in de straat. Het was gebouwd als een 3e klasse school voor meisjes.